# Национални орден Легије части
Национални орден Легије части (фр. Ordre national de la Légion d'honneur) је француско одликовање које је установио Наполеон Бонапарта, тада први конзул прве Француске републике, 19. маја 1802. године, као признање за војне или цивилне заслуге, без обзира на рођење или вероисповест, под условом да је прималац ордена привржен и подржава слободу и једнакост као принцип.
Мото ордена је: "Част и Отаџбина" (фр. Honneur et Patrie). Овај орден има и своје седиште, које се налази у Палати Легије части, на левој обали реке Сене у Паризу.

## Историја

### Период Конзулата
Идеја о стварању Ордена Легије части припада Наполеону Бонапарти током његовог мандата као првог конзула Француске Републике. Наиме после Француске револуције у периоду (1789—1794), укинуте су све привилегије, почасти и признања које су до тад важиле у монархији. Међутим, ратно стање и реконструкција државе захтевале су подизање морала становништва и војске за предстојећу мобилизацију. Војни лидери као и прослављене војсковође у првој фази и по потреби су за своју храброст награђивани трофејним оружјима. Међутим тада се јавила потреба за увођењем новог облика признања. Пошто рестаурација старих монархистичких облика и разлика је била сасвим немогућа, Наполеон се окренуо древном искуству - Старог Римског царства и степеновању витештва. Та идеја о стварању нових облика рангирања у прихватљивим ознакама наишла је на непријатељство у народу, јер она није одговарала основним принципом формалне једнакости грађана, као што је назначено у националном слогану "Слобода, Једнакост, Братство".
Наполеон и његови следбеници морали су напорно да раде на успостављењу Ордена Легије части. Као разлог за увођење овог ордена сугерисано је да се на њега не гледа као награду, већ је представљан као организација најбољих, са освртом на идеолошка древна осећања витештва и древне историје. Име Легија је уведено по узору на старе Римске легије са са титулама легионар, официр, командант, велика кохорта и велико веће. Највиши ранг није био велики крст већ велики орао (фр. Grand Aigle) (који је ипак по много чему био налик на Велики крст). Легионари су били плаћени изузетно великодушно:
- 5.000 франака за великог официра,
- 2.000 франака за командира,
- 1.000 франака за официра,
- 250 франака за легионара.

Нацрт закона о Ордену Легије части, критиковао је Државни савет Француске Републике 4. маја 1802. године. Коначно је одобрен 15. маја 1802. године. За увођење ордена гласало је 116 а против 110 чланова Државног савета. Првобитно је имао четири степена, што је од 1805. измењено на пет степени, а даље допуне и измене вршене су све до 1816. године. После пада Првог француског царства, орден није укинут већ је реформисан и прикључен наградном систему обновљене Краљевине Француске. Као цењена институција преживео је све промене државног система, измене устава и политичке оријентације друштва, и опстао до данас као највише признање у хијерархији француских ордена. Организован је у пет степени, са јединственом огрлицом која је службени знак шефа државе као Великог магистра Ордена по функцији.

## Степени Ордена
Орден се дели на редове:
- Велики вођа (фр. Grand Maître)
- Велики крст
- Велики официр (фр. Grand Officier)
- Командир (фр. Commandeur)
- Официр (фр. Officier)
- Кавалир (фр. Chevalier)

|                |        |          |               |             |             |
| Изглед ордена  |        |          |               |             |             |
|                |        |          |               |             |             |
| Тракице ордена |        |          |               |             |             |
| Кавалир        | Официр | Командир | Велики официр | Велики крст | Велики вођа |

## Одликовани Срби
- Лепосава К. Христић, потпредседница Друштва пријатеља Француске, ца. 5. августа 1925, ред кавалира (прва Српкиња)[4]
- Оља Бећковић, новинарка, одликована 30. августа 2015. године, ранг Витеза
- Томо Будисављевић, протојереј СПЦ, одликован орденом Легије части од Наполеона, 1811. године, ред кавалира
- Загорка Доловац, републички јавни тужилац, одликована 3. октобра 2019. године, ранг Витеза
- Ружица Ђинђић, удовица бившег председника Владе Србије др Зорана Ђинђића, одликована 22. октобра 2009. године
- Александар Карађорђевић, одликован 14. маја 2015. године, ранг Командира
- Веран Матић, новинар, некадашњи главни и одговорни уредник телевизије Б92, одликован 22. октобра 2009. године
- Константин Поповић, одликован орденом Легије части, 17. новембар 1952. године, ред командир и 7. маја 1956. године, ред Великог крста
- Предраг Кораксић, карикатуриста, одликован 9. септембра 2004. године